# Сомъяхнёлчахл
Сомъяхнёлчахл — гора высотой в 1055,3 метра на границе Свердловской области и Республики Коми, входит в состав хребта Поясовый Камень.

## Географическое положение
Гора Сомъяхнёлчахл расположена в муниципальном образовании «Ивдельский городской округ» Свердловской области и Республики Коми, в составе хребта Поясовый Камень, в 21 километрах к югу от горы Отортен. Гора высотой в 1055,3 метра.

## Описание
Зона леса до 750 метра, выше – тундра, каменные россыпи, скальные останцы.